# Fridolin Puhr

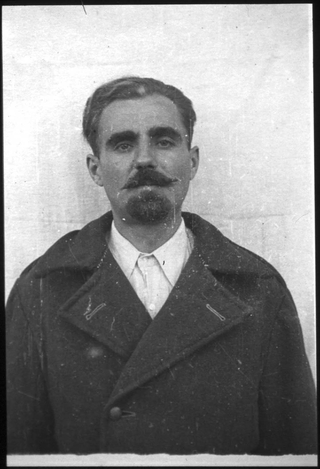
Fridolin Puhr in amerikanischer Internierung. Aufnahme von 1945.

Fridolin Karl Puhr (* 30. April 1913  in Groß Gerungs; † 31. Mai 1957 in Neustadt an der Weinstraße) war ein österreichischer SS-Hauptsturmführer und als Truppenarzt im KZ Dachau eingesetzt.

## Biografie
Puhr, promovierter Mediziner, war ab Juni 1934 Mitglied der SA und wechselte zum 1. Juli 1937 zur SS (SS-Nummer 295.858). Am 4. Mai 1938 beantragte er die Aufnahme in die NSDAP und wurde rückwirkend zum 1. Mai desselben Jahres aufgenommen (Mitgliedsnummer 6.267.617). Nach Beginn des Zweiten Weltkrieges meldete sich Puhr Ende 1939 freiwillig zur Luftwaffe, wurde aber ab Juli 1940 bei der Waffen-SS eingesetzt. Dort war er als Truppenarzt bei der SS-Division „Totenkopf“ bis zum Dezember 1944 tätig. Zwischenzeitlich folgte ein dreizehnmonatiger Krankenhausaufenthalt aufgrund von Herzbeschwerden. Vom 15. Dezember 1944 bis zum 26. April 1945 war Puhr als Truppenarzt nahe dem KZ Dachau eingesetzt und für die medizinische Versorgung der Lagermannschaft zuständig.
Nach Kriegsende wurde Puhr verhaftet und am 15. November 1945 im Dachau-Hauptprozess, der im Rahmen der Dachauer Prozesse stattfand, wegen Kriegsverbrechen vor einem amerikanischen Militärgericht angeklagt. Am 13. Dezember 1945 wurde Puhr wegen der „Mithilfe und Teilnahme an den Verbrechen im KZ Dachau“ mit 35 weiteren Mitangeklagten durch das Militärgericht zum Tod durch den Strang verurteilt. Als individuelle Exzesstat berücksichtigte das Gericht die Teilnahme Puhrs an Exekutionen, bei der er den Tod der Hingerichteten feststellte. Die Todesstrafe wurde später zunächst in eine 20-jährige Haftstrafe umgewandelt, die sukzessive reduziert wurde, worauf Puhr am 20. April 1950 aus dem Kriegsverbrechergefängnis Landsberg entlassen wurde. Nach seiner Entlassung fungierte Puhr als Anstaltsarzt im Kriegsverbrechergefängnis Landsberg. Puhr, als Spätheimkehrer anerkannt, bewarb sich im Mai 1954 über Dietrich Allers, den ehemaligen Geschäftsführer der Aktion T4, als Werksarzt bei der Deutschen Werft.